# Stationsgottesdienst
Unter einem Stationsgottesdienst versteht man eine spätantik-mittelalterliche sowie neuzeitliche Organisationsform des christlichen Gottesdienstes.

## Historische Liturgieform
Aus räumlichen (Platzfrage) und organisatorischen (Einheitlichkeit der Kirche einer Stadt) Gründen sammelte sich die Gemeinde einer Stadt, um unter Leitung des Bischofs oder seines Vertreters in der für den Tag festgelegten Stationskirche den Hauptgottesdienst zu feiern. An Bußtagen versammelten sich alle Teilnehmenden zusätzlich vorher in einer Versammlungskirche („Collectakirche“) und zogen von dort in einer Prozession zur Stationskirche. Die Reihenfolge der einzelnen, mitunter über 40 Versammlungsorte (stationes) ist durch die örtliche Stationsordnung festgelegt. 
Der Stationsgottesdienst (missa stationalis) stellt heute in der römisch-katholischen Kirche die feierliche Form der bischöflich geleiteten Messfeier dar. Das Zeremoniale für die Bischöfe empfiehlt, dass in der Fastenzeit wenigstens in größeren Städten, entsprechend dem römischen Brauch, solche Feiern gehalten werden. Die Gemeinde versammelt sich dazu an einem Ausgangsort, wo der Bischof oder der Zelebrant eine Oration spricht und Weihrauch einlegt. Dann lädt der Diakon die Versammelten mit dem Ruf „Lasst uns ziehen in Frieden“ zur Prozession zur Kirche ein. Auf dem Weg dorthin wird die Allerheiligenlitanei gesungen. In der Kirche wird der Altar inzensiert und dann das Tagesgebet der Messe gesprochen,  Kyrie und die anderen Teile der Eröffnung entfallen. Die mobile Gottesdienstform lebt auch in sonstigen Prozessionen fort.
Seinen Ursprung hat der Stationsgottesdienst in der Kirche der Stadt Rom. Die kultische Einheit der Stadtkirche – über die Pluralität der gottesdienstlichen Feiern in den verschiedenen Kirchen hinaus – drückte sich im Brauch des Stationsgottesdienstes aus. Die Anfänge dieser Praxis liegen im Dunkeln; Stationsgottesdienste sind aber im 7. Jahrhundert als bereits länger geübte Praxis nachweisbar. Auch aus Syrien, Armenien, Palästina, Ägypten sowie dem gallisch-fränkischen Raum ist der Stationsgottesdienst bekannt. Das bischofsstädtische „Mehrkirchenschema“, das in dieser liturgischen Organisationsform erkennbar ist, führte in kunsthistorischer Betrachtung seit der Karolingerzeit zur Herausbildung von Kirchenfamilien als Bauprinzip städtischer und klösterlicher Kirchbauten.

## Gottesdienstform in der Diaspora (20. Jahrhundert)
In der Diaspora, besonders in dem Gebiet der ehemaligen DDR, wurden nach dem Zweiten Weltkrieg gottesdienstliche Versammlungen ohne Priester Stationsgottesdienst genannt, weil diese Form besonders auf den „Außenstationen“ einer Pfarrgemeinde praktiziert wurde. Wenn in den zahlreichen Außenstationen – in den Bistümern und Jurisdiktionsgebieten der DDR etwa 3000 – nur vierzehntäglich, monatlich oder noch seltener eine heilige Messe mit einem Priester stattfinden konnte, wurde es als wichtig erachtet, dass sich dennoch die Gläubigen vor Ort an jedem Sonntag als dem „Urfeiertag der Christenheit“ zu einem Gebets- und Wortgottesdienst versammelten. Den hierzu beauftragten Laien wurden von den Bischöfen Anregungen für „Laien- und Hausandachten“ zur Verfügung gestellt; so bürgerte sich die Bezeichnung Stationsgottesdienst ein.
Auf Antrag der Berliner Ordinarienkonferenz wurde vom Heiligen Stuhl am 21. April 1965 erstmals für ein europäisches Land für ein Jahr die Erlaubnis erteilt, dass dabei durch geeignete Laien die heilige Kommunion gespendet werden konnte (Kommunionfeier). Diese Regelung bedeutete für diese Gottesdienstform einen großen Aufschwung, sodass die Erlaubnis am 20. Dezember 1966 verlängert und mit der Instructio de cultu mysterii eucharistici vom 25. Mai 1967 auf die ganze römisch-katholische Kirche ausgedehnt wurde. Der Stationsgottesdienst wurde nicht als „private Sache“ angesehen, sondern als Gottesdienst der Kirche. Die regelmäßige Versammlung mit dem vom Bischof Beauftragten sollte stattfinden, „um das Wort Gottes zu hören, das Brot des Lebens zu empfangen, im Gebet für alle einzutreten und dann im Alltag den Weg der Liebe und des Zeugnisses zu gehen“. (Pastoralsynode für die Jurisdiktionsgebiete in der DDR 1973–1975: Beschluss „Glauben heute“ Nr. 47) „Jeder Stationsgottesdienst verbindet die Christen in der Zerstreuung mit der Pfarrei dadurch, daß sie die heilige Gabe ex hac altaris participatione (durch die Teilnahme an der Eucharistiefeier am Kirchort) empfängt“.